# 阿什福德 (亞利桑那州)
阿什福克（英語：Ash Fork）是位於美國亞利桑那州亞瓦派縣的一個人口普查指定地區。根據2010年美國人口普查，該地人口為396人，而該地的面積約為5.98平方千米。

## 地理
阿什福克的座標為35°13′16″N 112°29′14″W / 35.22111°N 112.48722°W，而該地最高點為海拔高度1573米（即5160英尺）。